# پنج‌ضلعی

یک پنج‌ضلعی منتظم

پنج‌ضلعی یا پنج‌گوش (به انگلیسی: Pentagon) یا پنج‌بَر یا پنج‌پهلو شکلی هندسی است که دارای ۵ ضلع و ۵ زاویه باشد. مجموع زاویه‌های درونی پنج‌ضلعی منتظم °۵۴۰ است. ستاره پنج‌پر یکی از نمونه‌ها برای کشیدن یک پنج‌ضلعی است.

## پنج‌ضلعی منتظم
پنج‌ضلعی منتظم (به انگلیسی: Regular pentagon)، نوعی پنج‌ضلعی است که همهٔ اضلاعش با هم مساوی است و هر زاویه‌اش برابر با °۱۰۸ می‌باشد.
قاعده پنج‌ضلعی منتظم دایره است.
مساحت یک پنج‌ضلعی منتظم از رابطهٔ زیر محاسبه می‌شود:
{\displaystyle A={\frac {t^{2}{\sqrt {25+10{\sqrt {5}}}}}{4}}={\frac {5t^{2}\tan(54^{\circ })}{4}}\approx 1.720477401t^{2}}

## روش‌های رسم

### روش ریچموند
یکی از روش‌های رسم یک پنج‌ضلعی منتظم در این پویانمایی توضیح داده شده‌است.

روش ریچموند

### روشکارلایل
رسم پنج ضلعی منتظم با پرگار و خط کش به صورت پویانمایی زیر است.

روش کارلایل

## نگارخانه

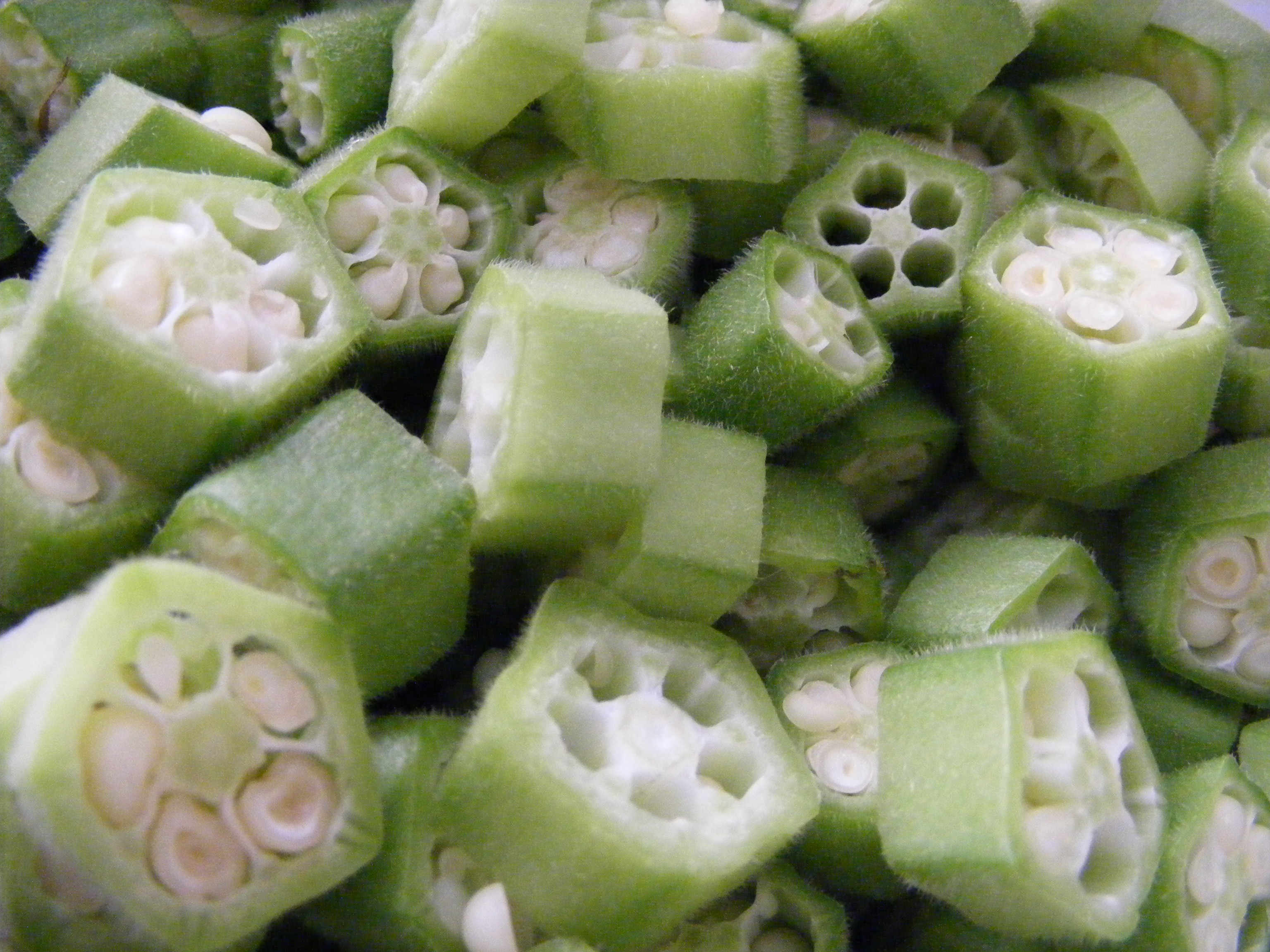
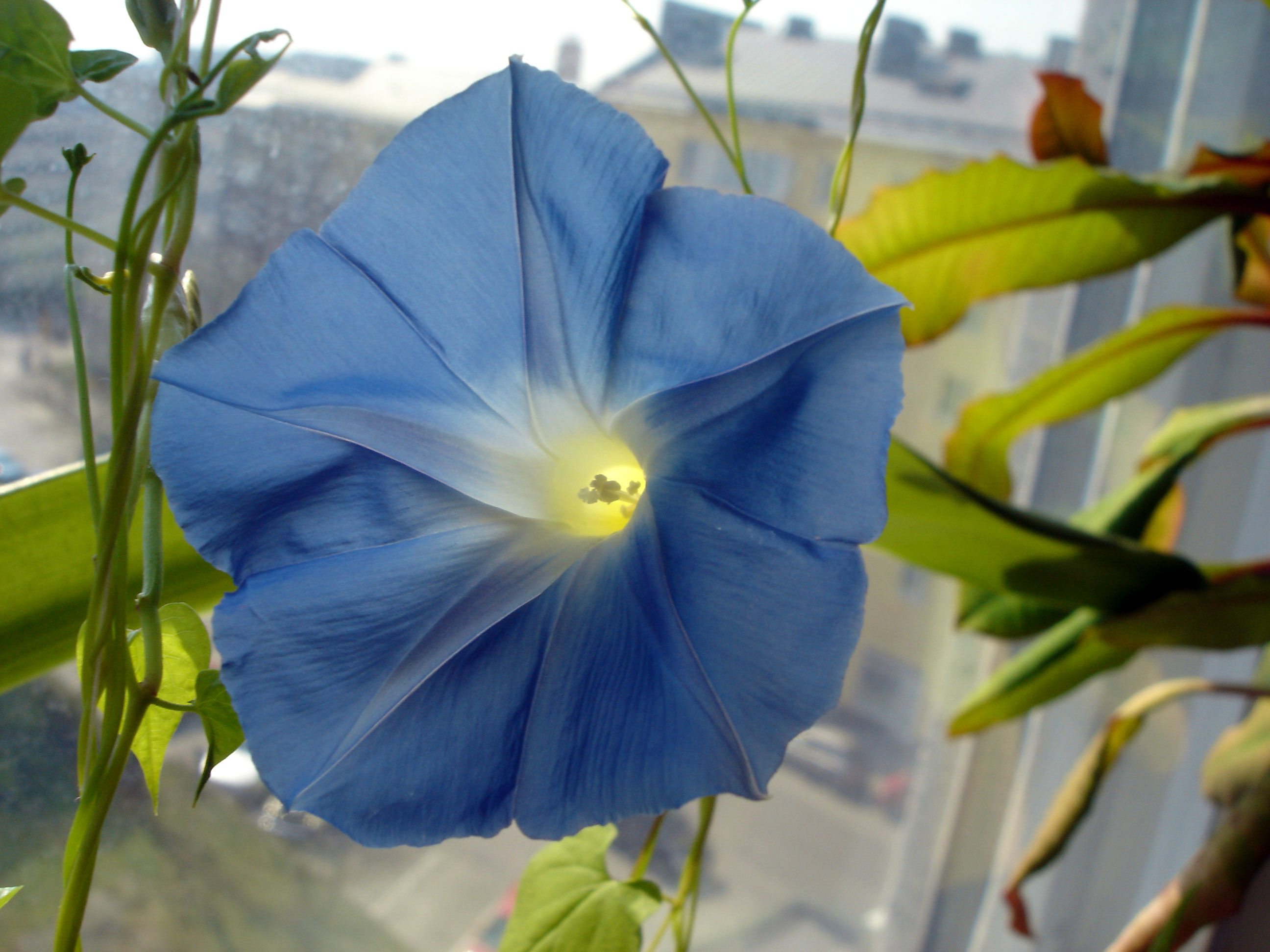
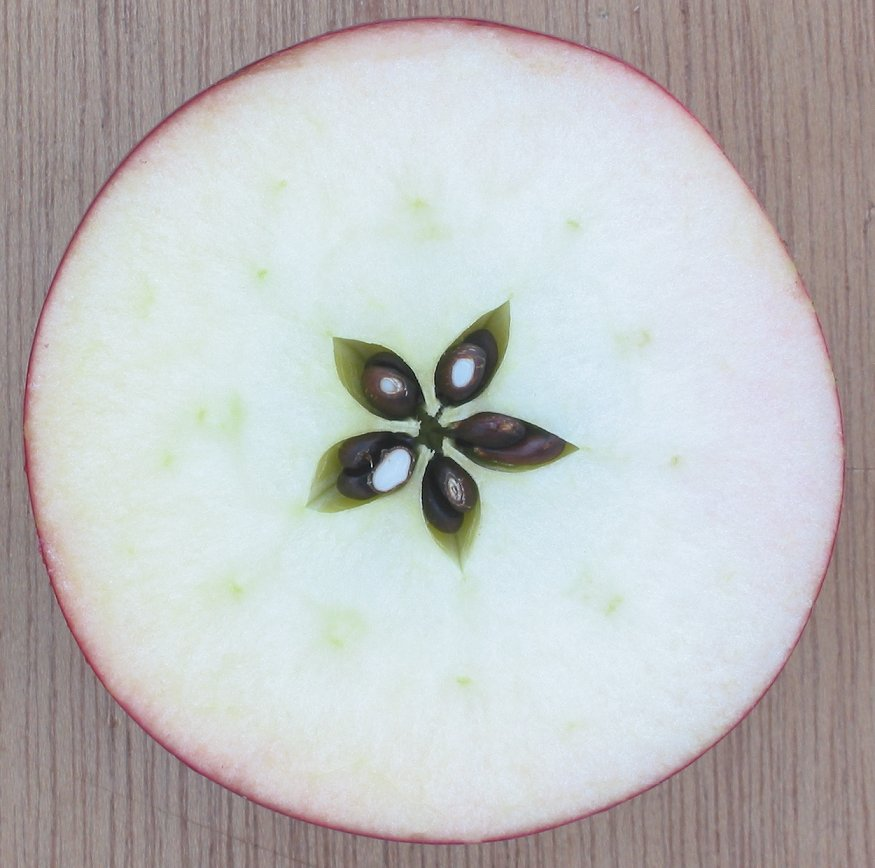
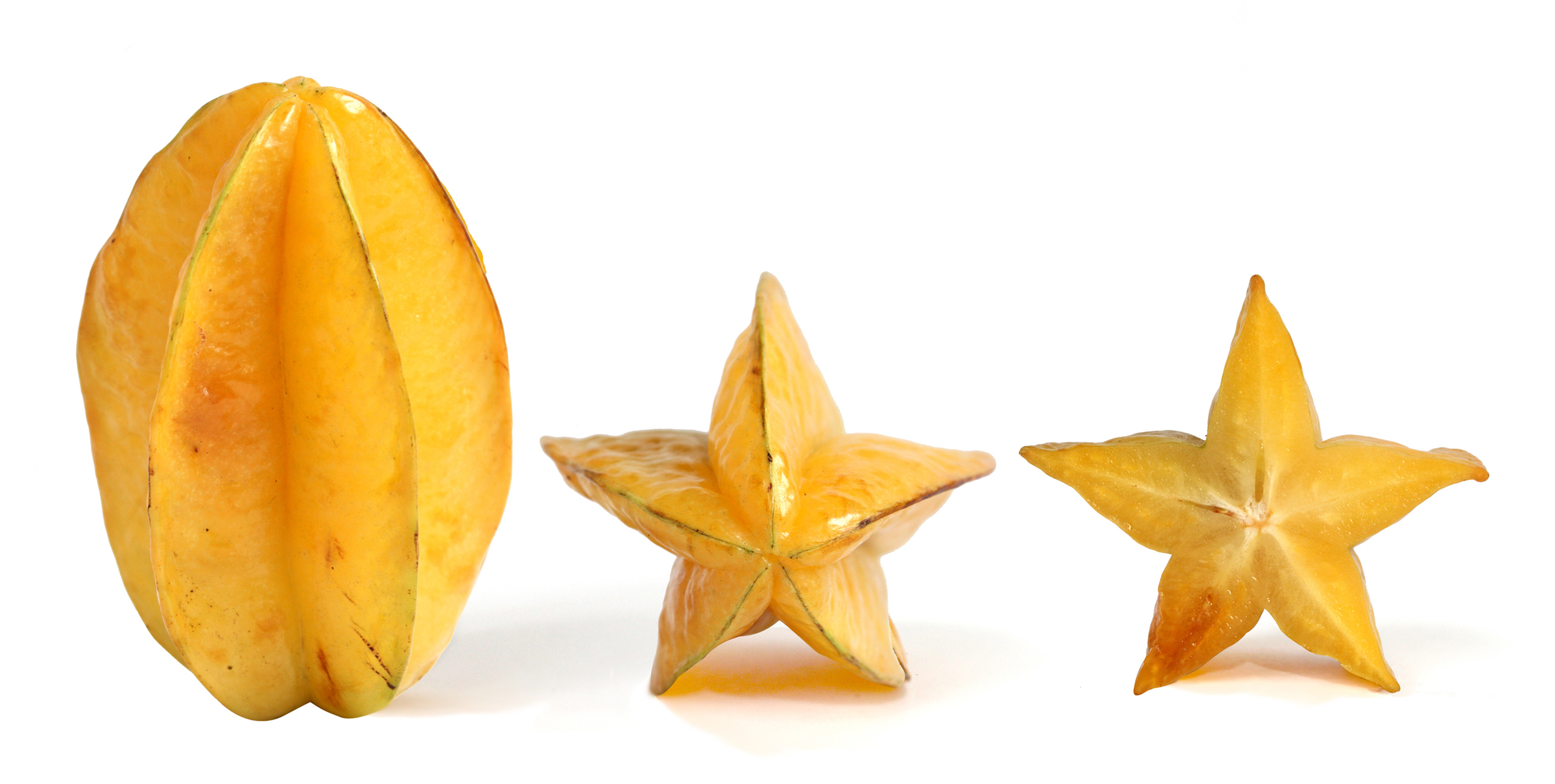